# Frederikke Thøgersen
Frederikke Skjødt Thøgersen (* 24. Juli 1995) ist eine dänische Fußballspielerin. Die Mittelfeldspielerin spielt seit 2024 für AS Rom und seit 2014 für die dänische Nationalmannschaft.

## Vereine
Thøgersen spielte zunächst bis 2013 beim zweitklassigen Thisted FC und wechselte dann zum Erstligisten Fortuna Hjørring. Mit dem Verein gewann sie 2013/2014 und 2015/2016 die dänische Meisterschaft und 2015/16 den Pokal. 2014 wurde sie als dänisches Talent des Jahres ausgezeichnet.
Auf europäischer Ebene schied sie in ihrer ersten Saison mit Fortuna in der UEFA Women’s Champions League 2013/14 im Achtelfinale gegen Tyresö FF aus, gegen das mit 1:2 und 0:4 verloren wurde. Dabei kam sie aber nur beim 1:2 zum Einsatz. Bereits in den Vorjahren war Fortuna an schwedischen Vereinen im Achtelfinale gescheitert und der schwedische Achtelfinal-Fluch hielt auch in der folgenden Saison an, diesmal verloren sie mit 1:2 und 0:2 gegen den FC Rosengård, bei dem u. a. die deutsche Nationalspielerin Anja Mittag und die ehemalige brasilianische Weltfußballerin Marta spielten und je ein Tor gegen die Däninnen schossen. Immerhin konnte Thøgersen auf dem Weg ins Achtelfinale beim 6:0 im Sechzehntelfinale gegen Atlético Ouriense ihr erstes CL-Tor erzielen.
Auch in der Saison 2015/16 schied sie mit Fortuna im Achtelfinale aus, diesmal gegen den italienischen Vizemeister ACF Brescia, denn nach einer 0:1-Auswärtsniederlage reichte es daheim nur zu einem 1:1. In der nächsten Saison konnten sie sich dann an den Italienerinnen revanchieren und die Achtelfinalpartien mit 1:0 und 3:1 gewinnen. Das Aus kam dann im Viertelfinale gegen Manchester City durch zwei 0:1-Niederlagen. In der UEFA Women’s Champions League 2017/18 kam das Aus nach einer 1:2-Auswärtsniederlage und einem torlosen Remis im Heimspiel im Sechzehntelfinale gegen den AC Florenz. Die Saison in Dänemark konnte mit der Meisterschaft abgeschlossen werden. Auch in der UEFA Women’s Champions League 2018/19 hatten sie nach zwei 0:2-Niederlagen das Nachsehen gegen Florenz im Sechzehntelfinale. Nach der Saison, die mit der Vizemeisterschaft endete, wechselte sie zu den Florentinerinnen. Mit diesen schied sie im Sechzehntelfinale der UEFA Women’s Champions League 2019/20 nach zwei Niederlagen (0:4 und 0:2) gegen die Arsenal Women aus.
Im Juli 2021 wechselte sie zum schwedischen Verein FC Rosengård. Aufgrund eines Kreuzbandrisses kam sie aber zunächst nicht zum Einsatz. Erst im August 2022 konnte sie eingesetzt werden und gewann mit dem Verein die Meisterschaft.
Im Januar 2023 wechselte sie zu Inter Mailand. Nach zwei Spielzeiten wechselte sie im Juli 2024 zum Ligakonkurrenten AS Rom.

## Nationalmannschaften
Am 22. und 24. März 2011 kam sie bei zwei Freundschaftsspielen gegen Norwegen, die mit 0:4 und 1:2 verloren wurden, zu ihren ersten Einsätzen in der dänischen U-17-Mannschaft. Am 13. und 15. Mai 2011 folgten dann bei zwei Freundschaftsspielen gegen Schweden, die mit 3:2 und 5:2 gewonnen wurden, ihre ersten Einsätze in der dänischen U-16-Mannschaft. Im Juli nahm sie dann mit der Mannschaft am Nordic Cup in Finnland teil. Dabei erzielte sie beim 1:0 gegen Schweden ihr erstes Länderspieltor. Nach zwei Freundschaftsspielen mit der U-17-Mannschaft im September gegen Wales, die mit 3:0 und 5:0 gewonnen wurden, nahm sie an der ersten Runde der Qualifikation für die U-17-EM 2012 teil. Mit zwei Siegen und einem Remis qualifizierten sich die Däninnen für die zweite Qualifikationsrunde, die sie im Frühjahr 2012 ebenso erfolgreich abschlossen. Bei der Endrunde verloren sie das Halbfinale dann aber mit 0:2 gegen Rekordeuropameister Deutschland. Im Spiel um Platz 3 gegen Gastgeber Schweiz konnten sie nach torlosen 80 Minuten das Elfmeterschießen für sich entscheiden. Damit endete ihre Zeit in den U16/17-Mannschaften.
Ab September 2012 spielte sie dann für die U-19-Mannschaft, zunächst in zwei Freundschaftsspielen gegen die Schweiz und dann im Oktober in der ersten Qualifikationsrunde für die U-19-Fußball-Europameisterschaft der Frauen 2013. Mit drei Siegen qualifizierten sie sich für die zweite Runde, in der sie im April 2013 ebenfalls alle drei Spiele gewannen. Bei der Endrunde in Wales konnten sie nur das erste Spiel gegen die Gastgeberinnen gewinnen, verloren aber die beiden anderen Gruppenspiele gegen England und Frankreich, so dass sie als Gruppendritte ausschieden. Im September 2013 und April 2014 nahm sie dann auch an den beiden Qualifikationsrunden für die U-19-Fußball-Europameisterschaft der Frauen 2014 teil. Hier konnten sie aber nur die erste Runde erfolgreich gestalten, in der zweiten Runde in Finnland gelang nur gegen die Gastgeberinnen beim 2:2 ein Punktgewinn, gegen England und Serbien verloren sie jeweils mit 0:1. Mit der Niederlage gegen Serbien endete dann ihre Zeit in der U-19-Mannschaft.
Bereits einen Monat zuvor war sie beim Algarve-Cup 2014 zu ihrem ersten Einsatz in der A-Nationalelf gekommen, als sie beim 0:2 im ersten Gruppenspiel gegen Schweden in der 74. Minute für Johanna Rasmussen eingewechselt worden war. Im zweiten Gruppenspiel gegen Weltmeister Japan, das mit 0:1 ebenfalls verloren wurde, stand sie dann in der Startelf und spielte eine Halbzeit lang. Beim 5:3 gegen die USA, dem ersten Sieg gegen die US-Amerikanerinnen nach fast zehn Jahren, wurde sie dann nicht eingesetzt. Im Spiel um Platz 5 gegen China, das im Elfmeterschießen verloren wurde, stand sie erneut in der Startelf und wurde wieder zur zweiten Halbzeit ausgewechselt. Am 13. September hatte sie dann ihren einzigen Einsatz in der erfolglos verlaufenen Qualifikation für die WM 2015, als sie beim 8:0 gegen Malta in der 75. Minute eingewechselt wurde. Die Däninnen waren aufgrund der Leistungen bei der EM als Gruppenfavorit in die Qualifikation gegangen, belegten aber letztlich hinter der Schweiz, die sich erstmals qualifizieren konnte, und Island nur den dritten Platz.
In der Folge kam sie zwar bei den Algarve-Cups 2015, 2016 und 2017 sowie diversen Freundschaftsspielen und dem Sincere-Cup 2016 in China im Oktober 2016 zu Einsätzen, aber nur einmal in der erfolgreich verlaufenden Qualifikation für die EM 2017 und dort auch nur für 30 Minuten beim 5:0 im vorletzten Spiel gegen den Tabellenletzten die Moldau. Dazwischen bestritt sie am 10. August 2016 ihr einziges Spiel für die U-23-Mannschaft, das mit 5:1 gegen Finnland gewonnen wurde.
Im Juni 2017 wurde sie aber für die EM-Endrunde 2017 nominiert und kam in zwei Vorbereitungsspielen zum Einsatz. Bei der Endrunde kam sie in fünf von sechs Spielen zum Einsatz, wobei sie viermal ein- und einmal ausgewechselt wurde.
In der anschließenden Qualifikation für die WM 2019 hatte sie sieben Einsätze, scheiterte mit ihrer Mannschaft aber in den Playoffs gegen die Niederlande. Gegen die Niederlande erzielte sie beim Algarve-Cup 2018 am 2. März 2018 ihr erstes Länderspieltor. In der erfolgreichen Qualifikation zur EM 2022 hatte sie fünf Kurzeinsätze von insgesamt 61 Minuten. Verletzungsbedingt fiel sie für die Qualifikation für die WM 2023 und die EM 2022 aus. Im Februar 2023 kam sie dann beim Tournoi de France ebenso wieder zum Einsatz wie im April bei zwei Freundschaftsspielen.
Am 30. Juni wurde sie für die WM-Endrunde in Australien und Neuseeland nominiert. Bei der WM wurde nur für die Schlussviertelstunde bei der 0:1-Niederlage gegen Europameister England eingewechselt und schied mit der Mannschaft im Achtelfinale gegen die Australierinnen aus.
Da erstmals das Abschneiden bei der WM für die europäischen Teams nicht entscheidend für die Qualifikation zu den Olympischen Spielen 2024 war, hatten die Däninnen noch die Chance sich über die UEFA Women’s Nations League 2023/24 für die Spiele in Paris zu qualifizieren. Die Däninnen konnten auch im ersten Spiel den härtesten Konkurrenten Deutschland mit 2:0 besiegen, verloren aber nach drei weiteren Siegen gegen die anderen Gruppengegner das Rückspiel in Deutschland mit 0:3 und auch das letzte Heimspiel gegen Island. Damit verpassten sie als Gruppenzweite das Final Four Turnier, bei dem um zwei Olympiatickets gespielt wurde. Thøgersen kam in den sechs Spielen zum Einsatz.
Am 20. Juni 2025 wurde sie für die EM-Endrunde nominiert. Sie kam bei den drei Niederlagen der Däninnen zum Einsatz, nach denen diese ausschieden.

## Erfolge

### Vereine
- 2015/2016 und 2018/19: Dänische Pokalsiegerin
- 2013/2014, 2015/16 und 2017/18: Dänische Meisterin
- 2021 (ohne Einsatz) und 2022: Schwedische Meisterin
- 2022 (ohne Einsatz): Schwedische Pokalsiegerin
- 2025: Italienische Supercupsiegerin

### Nationalmannschaft
- Vize-Europameisterin 2017